# Team M
株式会社Team M（チームエム）は、日本の芸能事務所。2014年9月設立。

## 所属タレント
- Swimming Fly Walkman
- 辺見マリ（業務提携）